# (2911) Miahelena
(2911) Miahelena est un astéroïde de la ceinture principale.

## Description
(2911) Miahelena est un astéroïde de la ceinture principale. Il fut découvert le 8 avril 1938 à Turku par Heikki A. Alikoski. Il présente une orbite caractérisée par un demi-grand axe de 2,79 UA, une excentricité de 0,10 et une inclinaison de 9,6° par rapport à l'écliptique.

## Compléments